# Taylor (Wyoming)
Taylor és una concentració de població designada pel cens dels Estats Units a l'estat de Wyoming. Segons el cens del 2000 tenia 90 habitants.

## Demografia
Segons el cens del 2000, Taylor tenia 90 habitants, 27 habitatges, i 23 famílies. La densitat de població era de 13,6 habitants/km².
Dels 27 habitatges en un 40,7% hi vivien nens de menys de 18 anys, en un 74,1% hi vivien parelles casades, en un 3,7% dones solteres, i en un 14,8% no eren unitats familiars. En l'11,1% dels habitatges hi vivien persones soles l'11,1% de les quals corresponia a persones de 65 anys o més que vivien soles. El nombre mitjà de persones vivint en cada habitatge era de 3,33 i el nombre mitjà de persones que vivien en cada família era de 3,65.
Per edats la població es repartia de la següent manera: un 40% tenia menys de 18 anys, un 5,6% entre 18 i 24, un 24,4% entre 25 i 44, un 23,3% de 45 a 60 i un 6,7% 65 anys o més.
L'edat mediana era de 29 anys. Per cada 100 dones de 18 o més anys hi havia 107,7 homes.
La renda mediana per habitatge era de 38.000 $ i la renda mediana per família de 35.625 $. Els homes tenien una renda mediana de 25.313 $ mentre que les dones 13.750 $. La renda per capita de la població era de 12.836 $. Entorn del 16,7% de les famílies i el 20,7% de la població estaven per davall del llindar de pobresa.

## Poblacions més properes
El següent diagrama mostra les poblacions més properes.